# Dorpspomp (Soest)
De Oude Dorpspomp  is een gemeentelijk monument op de hoek van de Kerkstraat en de Eemstraat in de Kerkebuurt van Soest in de provincie Utrecht.
De eerste pomp is waarschijnlijk rond 1600 geplaatst. De huidige gemetselde pomp is uit ongeveer 1775. In 1978 werd de bakstenen pomp gerestaureerd en kreeg een plek voor de vroegere herberg De Drie Ringen. Op de gedenkplaat staat de tekst  Opgericht omstreeks 1600, herplaatst 1974. Bovenop is een vergulde granaatappel.

## Trivia
- Voor de tv serie, Bassie & Adriaan en de Diamant werd er in augustus 1979[1] opnames gemaakt op de Kerkstraat voor de droomscène, straatacrobaat.